# Malarik
Malarik of Amalarik was de laatste Suevische aanvoerder die aanspraak maakte op het koningschap van de Sueven in het Koninkrijk Galicië. Nadat hun koning, Andeca, was verslagen en gevangengenomen door de Visigoten, startte Malarik in 585 een opstand onder de Sueven. Volgens Johannes Biclarensis werd hij echter, "... door de generaals van Koning Leovigild verslagen. Hij werd gevangengenomen en in ketenen voorgeleid aan Leovigild."